# Sopot (wieś w Serbii)
Sopot (cyr. Сопот) – wieś w Serbii, w okręgu pirockim, w mieście Pirot. W 2011 roku liczyła 261 mieszkańców.